# Гарвін (Айова)
Гарвін (англ. Garwin) — місто (англ. city) в США, в окрузі Тама штату Айова. Населення — 481 особа (2020).

## Географія
Гарвін розташований за координатами 42°5′36″ пн. ш. 92°40′45″ зх. д. / 42.09333° пн. ш. 92.67917° зх. д. (42.093459, -92.679089).  За даними Бюро перепису населення США в 2010 році місто мало площу 2,61 км², уся площа — суходіл.

## Демографія
Згідно з переписом 2010 року, у місті мешкало 527 осіб у 216 домогосподарствах у складі 152 родин. Густота населення становила 202 особи/км².  Було 254 помешкання (98/км²).
Расовий склад населення:
| - 96,2 % — білих - 0,6 % — корінних американців - 1,3 % — осіб інших рас |

До двох чи більше рас належало 1,9 %. Частка іспаномовних становила 3,6 % від усіх жителів.
За віковим діапазоном населення розподілялося таким чином: 27,5 % — особи молодші 18 років, 55,8 % — особи у віці 18—64 років, 16,7 % — особи у віці 65 років та старші. Медіана віку мешканця становила 41,3 року. На 100 осіб жіночої статі у місті припадало 109,1 чоловіків;  на 100 жінок у віці від 18 років та старших — 97,9 чоловіків також старших 18 років.
Середній дохід на одне домашнє господарство  становив 59 873 долари США (медіана — 49 531), а середній дохід на одну сім'ю — 70 748 доларів (медіана — 59 125). За межею бідності перебувало 6,0 % осіб, у тому числі 6,3 % дітей у віці до 18 років та 5,5 % осіб у віці 65 років та старших.
Цивільне працевлаштоване населення становило 235 осіб. Основні галузі зайнятості: виробництво — 28,1 %, освіта, охорона здоров'я та соціальна допомога — 25,5 %, роздрібна торгівля — 11,5 %, мистецтво, розваги та відпочинок — 9,4 %.